# António Morgado
António Morgado (ur. 28 stycznia 2004 w Caldas da Rainha) – portugalski kolarz szosowy.

## Osiągnięcia
Opracowano na podstawie:

2021
- 1. miejsce w Gipuzkoa Klasika

2022
- 2. miejsce w Gipuzkoa Klasika
- 2. miejsce w Wyścigu Pokoju Juniorów
  - 1. miejsce w klasyfikacji górskiej
- 2. miejsce w Trophée Centre Morbihan
- 1. miejsce w mistrzostwach Portugalii juniorów (jazda indywidualna na czas)
- 1. miejsce w mistrzostwach Portugalii juniorów (start wspólny)
- 1. miejsce w Vuelta Junior a la Ribera del Duero
  - 1. miejsce na 1. i 3. etapie
- 1. miejsce w Giro Della Lunigiana
  - 1. miejsce w klasyfikacji górskiej
- 2. miejsce w mistrzostwach świata juniorów (start wspólny)